# Mali Obrh
Mali Obrh je izvorni krak ponikalne reke Obrh na Loškem polju v občini Loška dolina, ki spada med vodotoke iz porečja Ljubljanice. Izvira v dveh skupinah kraških izvirov na južnem delu polja, teče mimo gradu Snežnik, skozi naselje Kozarišče. Zahodno od naselja Pudob se združi s potokom Veliki Obrh, dalje poteka tok reke pod skupnim imenom Obrh.

## Izviri
V bližini gradu Snežnik sta dve skupini kraških izvirov. Vzhodno od gradu je večja skupina Malega Obrha, ki je zanimiva ob večji vodi. Voda prihaja na površje iz več strani v enotno strugo. Na drugi strani gradu so manjši izviri. Ti so napajali obrambni jarek. Izviri so presahnili zaradi miniranja, ko so urejali okolico gradu.